# Reriutaba
Reriutaba este un oraș în statul Ceará (CE) din Brazilia.